# John Money
Pour les articles homonymes, voir Money.
John Money, né le 8 juillet 1921 et mort le 7 juillet 2006, est un psychologue et sexologue néo-zélandais.
Il a notamment introduit les notions de paraphilie  et de « rôle de genre » (gender role) qui sera repris par la suite dans le cadre des études de genre mais avec une acception différente.
Il a été sévèrement critiqué pour l'opération chirurgicale de réattribution sexuelle réalisée sur David Reimer, alors âgé de 22 mois. Cette affaire a considérablement terni sa réputation et a amené à mettre en doute le caractère scientifique de sa théorie de la plasticité du genre sexuel.

## Biographie
Né à Morrinsville en Nouvelle-Zélande, d'une famille issue du courant des Frères de Plymouth, John Money étudie la psychologie à l'université Victoria de Wellington et y obtient un double master en psychologie et éducation fin 1944. En 1947, à l'âge de 26 ans, il émigre aux États-Unis pour étudier à l'Institut psychiatrique de l'université de Pittsburgh puis obtient son PhD à l'université Harvard en 1952. Il a été brièvement marié dans les années 1950 et n'a pas eu d'enfants.
Au cours de sa carrière, Money propose et développe plusieurs théories auquel il associe une terminologie spécifique : l'identité de genre, les rôles de genre, et les lovemaps (en). Il fut professeur de pédiatrie et de psychologie médicale au Centre médical de l'Université Johns Hopkins de Baltimore de 1951 à sa mort. Durant cette période, il participa au département sur les comportements sexuels (Sexual Behaviors Unit), qui lança des études sur la chirurgie de réattribution sexuelle. La Société allemande pour la recherche socio-scientifique sur la sexualité (en) lui décerne la médaille Magnus Hirschfeld en 2002.
Money était un grand amateur d'art néo-zélandais, aussi bien littéraire que visuel. Il était l'ami et le partisan notoire de l'écrivaine Janet Frame. En 2002, alors que sa maladie de Parkinson s'aggrave, il fait don d'une part substantielle de sa collection d'art à l'Eastern Southland Art Gallery de Gore en Nouvelle-Zélande. En 2003, la première ministre de Nouvelle-Zélande, Helen Clark, y inaugure l'aile John-Money.
Money meurt le 7 juillet 2006, à Towson dans le Maryland, des suites de complications de sa maladie de Parkinson.

## Travaux

### Identité sexuelle, identité du genre etgender roles
La définition du genre de Money repose sur sa compréhension des différences entre les sexes parmi les êtres humains. Selon lui, le fait qu'un sexe produise des ovules ou des spermatozoïdes est l'irréductible critère de différenciation des sexes. Cependant, d'autres différences dérivent de cette première dichotomie.
Ces différences impliquent la manière dont l'urine est expulsée du corps, ainsi que d'autres conséquences du dimorphisme sexuel. Selon la théorie de Money, les différences sexuelles « connexes » sont la plus petite taille des femelles, ainsi que leurs problèmes de déplacement pendant la grossesse ; ce qui rendrait les mâles plus aptes à l'itinérance et à la chasse. Il existe aussi des différences sexuelles « arbitraires », purement conventionnelles : par exemple le fait de choisir la couleur bleue pour les garçons et le rose pour les filles. Certaines différences apparaissent plus tardivement, comme les possibilités de carrière dont bénéficient les hommes par rapport à ce qui est proposé aux femmes.
Enfin, Money crée le terme gender role (rôle de genre) qu'il différencie du concept plus traditionnel de « rôle des sexes ». Selon lui, les organes génitaux ainsi que les rôles érotiques sexuels devaient désormais, selon sa définition, être désignés par le terme plus général de « rôle des genres », ainsi que les activités non-érotiques et non-génitales définies conventionnellement par la société comme s'appliquant aussi bien à l'homme qu'à la femme.
Money fait du genre un concept plus large que celui de mâle/femelle. Il y intègre non seulement le statut d'homme ou de femme, mais aussi une question de reconnaissance personnelle, de place dans la société, une définition juridique ; il ne se fonde pas seulement sur les organes génitaux mais aussi sur des critères comportementaux et somatiques qui vont au-delà de la différenciation génitale.
L'identité de genre est la catégorisation de soi-même comme homme, femme ou ambivalent, en fonction de ce que le sujet ressent et de ce qu'il perçoit de son comportement.
Le « rôle du genre » est la manifestation publique de son identité de genre, ce que l'on dit ou fait qui donnent aux gens une base pour déterminer si untel est un homme, une femme, ou n'entre dans aucune de ces deux catégories.
Pour souligner l'idée que l'identité de genre et les rôles de genre sont deux aspects de la même question, Money inventa un nouveau terme : Gender-Identity/Role ou G-I/R (l'identité/rôle de genre).
Money inventa également le terme de lovemap (en).
En 1972, Money présenta ses théories dans Man & Woman, Boy & Girl, ouvrage grand public de vulgarisation. Le livre prend comme point de départ le cas David Reimer (voir plus bas).

### Sexologie
Dans son ouvrage Gay, Straight and In-Between: The Sexology of Erotic Orientation (Oxford 1988 : 116), Money définit le concept de bodymind, « corps-esprit », comme un moyen pour les scientifiques de sortir des lieux communs de la dichotomie entre inné et acquis, nature et éducation, biologique et social et psychologique et physiologique en développant une science de la sexualité. Il suggère que toutes ces dichotomies se fondent sur l'ancienne conception, préplatonicienne et prébiblique, de l'opposition du corps et de l'esprit, du physique et du spirituel. En fabriquant ce terme de « corps-esprit », Money souhaite aller au-delà de ces principes profondément enracinés dans notre folklore et notre psychologie vernaculaire.
Money développe en même temps (Oxford 1988: 114-119) une vision des « concepts du déterminisme » qui sont transculturels, transhistoriques et universels : tous les humains les ont en commun, sexologiquement parlant ou non. Ceux-ci incluent le pairbondage (l'attachement deux par deux, mère-enfant et mâle-femelle), le troopbondage (le regroupement en famille, tribu…), l’abidance (la survivance dans un milieu donné), l’ycleptance (la tendance à nommer) et le foredoomance (la condition mortelle), ainsi que les stratégies d'évitement dites d’engagement, d’inhibition et d’interprétation.

## Controverses

### La réattribution sexuelle de David Reimer
Durant sa vie professionnelle, Money fut considéré comme un expert des comportements sexuels, spécialement pour avoir théorisé que le genre était un acquis, un apprentissage plutôt que quelque chose d’inné. Plusieurs années plus tard, cependant, son cas le plus célèbre se révélera un échec. Il s'agit de la réattribution sexuelle de David Reimer, également connue comme « le cas John/Joan » dans le monde académique.
En 1966, une circoncision ratée laissa Bruce Reimer, alors âgé de 8 mois, sans pénis (Bruce est le prénom de naissance de David Reimer). « Persuadé que s’il est élevé comme une fille, Bruce deviendra une fille », John Money conseille à ses parents de le transformer en fille. Sur sa recommandation, 14 mois plus tard, on décida de faire du bébé une fille : on procéda à une ablation des testicules et on rebaptisa Bruce « Brenda ». Money recommanda également un traitement hormonal lourd à base d’œstrogènes (ce qui fut fait) ainsi qu'une vaginoplastie à la puberté (ce qui ne fut pas fait). Il publia un nombre important d'articles affirmant que la réattribution était un succès.
Avec le cas Reimer, « Money est convaincu d'avoir prouvé que le sexe biologique s'efface pour peu qu'on lui inculque un autre "genre". » Il rédige de nombreux articles consacrés à ce cas, et, en 1972, un livre, Man - Woman, Boy - Girl. « Il y affirme que seule l'éducation fait des humains des sujets masculins ou féminins. »
En 1997, Milton Diamond rapporta que la réattribution était au contraire un échec, que Reimer ne s'était jamais identifié comme femme ou comporté d'une manière typiquement féminine, qu'il avait changé de traitement hormonal pour prendre de la testostérone, et qu’il avait pris le nom de David à l'adolescence. Money fut accusé d'avoir falsifié ses recherches, mais ses défenseurs répondirent qu'il ne voyait Reimer qu'une fois par an durant toute la période de son implication sur ce cas, qu'il n'avait eu aucun contact avec la famille Reimer après 1978, et que durant ses visites annuelles, la famille avait menti à l'équipe du laboratoire sur les progrès de l'enfant.
« Je me sentais comme Frankenstein, une création de laboratoire » déclara David à la presse. Dès l’âge de six ans. Money l’inonde ainsi de questions lancées en rafale : As-tu le goût de faire l’amour avec des garçons ? Quelle est la différence entre un garçon et une fille ? Aimes-tu ce que tu as entre les deux jambes ?
« C’était comme un lavage de cerveau » avouera plus tard David au journaliste John Colapinto, lequel écrira un livre dévoilant l'affaire, As Nature Made Him: The Boy who Was Raised as a Girl.
En 2000, David et son frère jumeau, Brian, déclarent que le Dr Money a pris prétexte de leur traitement pour les forcer à répéter des actes sexuels, croyant que cela les aiderait à bâtir leurs identités sexuelles respectives,. Ils affirment que Money les a forcé à répéter des actes sexuels, Brian « [pressait] son entrejambe contre » les fesses de David. Money a également forcé les deux enfants à se déshabiller pour des « inspections génitales », prenant parfois des photos. Money justifiait ces actes criminels en affirmant que « le jeu de répétition sexuelle de l’enfance » était important pour une « identité de genre adulte en bonne santé ».
En 2002, le frère jumeau de David est trouvé mort des suites d'une overdose des médicaments qu'il prenait pour traiter sa schizophrénie. Le 5 mai 2004, peu après avoir rompu avec sa femme, David Reimer se donne la mort. Ses parents déclarent qu'ils croient que les méthodes de Money sont responsables du décès de leurs deux fils.
Money répondit que la réaction des médias aux révélations était le fait de l’extrême droite et des mouvements antiféministes. Il déclara notamment que ses détracteurs croyaient que « la masculinité et la féminité étaient d'origine génétique, de sorte que la place des femmes devait être à la cuisine et au lit ». Cependant, les activistes intersexes ont aussi critiqué Money, déclarant que l'échec dissimulé du cas David Reimer avait conduit à la réattribution sexuelle traumatique de milliers d'enfants.
D'après ses collègues, en privé, Money aurait été mortifié par le scandale, et personne ne devait l'évoquer en sa présence. Ses propres opinions se développèrent et changèrent au fil des ans.

### Tolérance de la pédophilie
John Money joua un rôle dans les débats sur la chronophilie, incluant l'infantophilie, l'éphébophilie, et la pédophilie. Il affirmait que ni les chercheurs ni le public ne faisaient pas la distinction entre pédophilie affective et pédophilie sadique. Il croyait que la pédophilie affective se fondait sur l'amour et non sur le sexe. Son opinion était que la pédophilie affective était causée par un surplus d'amour parental qui devenait érotique, et n'était donc pas un trouble du comportement. Interviewé par une revue hollandaise de défense de la pédophilie, Money déclare ainsi : 

« Si j'étais témoin du cas d'un garçon âgé de 10 ou 12 ans intensément attiré de manière érotique par un homme d'une vingtaine ou d'une trentaine d'années, et que la relation était totalement réciproque…, je ne pourrais la qualifier de pathologique en aucune manière. »

## Réception critique
La philosophe américaine Judith Butler, connue pour ses travaux sur la performativité du genre, a sévèrement critiqué John Money. Étudiant dans le détail le cas Reimer, elle condamne la malhonnêteté de Money, son manque d'écoute, évoque ses « interrogatoires constants et intrusifs » ainsi que la publication d'articles louant le succès de cette « réassignation » alors que l'échec en était manifeste,.

## Dans la fiction
L'histoire de David Reimer et de son frère a inspiré l'épisode 12 (Identité intime) de la saison 6 de la série New York, unité spéciale.